# Dékány István (filmrendező)
Dékány István (Budapest, 1940. április 17.) magyar filmrendező.

## Életpálya
1958-ban érettségizett a budapesti Kölcsey Ferenc Gimnáziumban. Egy év fizikai munka után, minisztériumi átirányítással a Marx Károly Közgazdaságtudományi Egyetem agrár-közgazdász hallgatója lett. A harmadévben 1962-ben az 1956-os forradalomban való részvétel miatt az ország összes egyeteméről és főiskolájáról kizárták. Tíz évig fizikai munkás, majd építőipari munkásszállásokon népművelő. Közben amatőrfilmes, 1982-89 között a Magyar Amatőrfilm és Videó Szövetség főtitkára és lapok külső munkatársa (Képes Sport, Magyar Ifjúság, Népművelés, Video Magazin). Kisebb, de fontos szerepeket játszott Szabó István több filmjében (Álmodozások kora, Szerelmesfilm). Úgy szerzett felsőfokú képesítést (Debreceni Tanítóképző Intézet, 1975; Egri Ho Si Minh Tanárképző Főiskola, 1978; Eötvös Loránd Tudományegyetem, 1985), hogy kizárása mindvégig érvényben volt. 1989-1990-ben a Zuglói Közösségi Televízió főszerkesztője. 1990-2003 között szabadúszó televíziós szerkesztő-rendező (MTV, TV3, Duna TV). Filmjeit többnyire a Dunatáj Alapítvány keretei között készíti.

## Filmjei

### Rendezőként
- A Regnum (dokumentumfilm, 1991-92)
- A szovjet birodalom tündöklése és bukása (ismeretterjesztő sorozat, 1993, 14 rész)
- Megbocsájtva, de nem feledve. A tiszalöki munkatábor története. (dokumentumfilm, 1994)
- Az én 56-om (szubjektív dokumentumfilm, 1996)
- Honvédcsaták  (ismeretterjesztő sorozat, 1998-99, 14/7 rész.)
- Budapesti bevetés (dokumentumfilm, 1998-99)
- „A magok oltalmára...” Erdélyi erődtemplomok I. (ismeretterjesztő sorozat, 2000, 9 rész)
- Kerti ünnep (képzőművészeti film, 2000-2002)
- A Bálvány (dokumentumfilm, 2002)
- „A magok oltalmára...” Erdélyi erődtemplomok II. (ismeretterjesztő sorozat, 2003, 10 rész)
- A Képíró. Aba-Novák Vilmos. (képzőművészeti film, 2003)
- Atyák mestere. Tanítványok Aba-Novákról. (dokumentumfilm, 2003-2004)
- Giovanni Hajnal. Római találkozás Hajnal Jánossal. (riportfilm, 2003-2004)
- Szabad Ózd (dokumentumfilm, 2004)
- Archibald és társai (dokumentumfilm, 2004-2005)
- Ők, akik. A Cinema 64 stúdió (dokumentumfilm, 2006-2007)
- Filmvázlat Zsögödi Nagy Imre képeihez. (etüd, 2007)
- Imre bácsi (dokumentumfilm, 2006-2008)
- A zsögödi gazda (dokumentumfilm, 2007-2008)
- Szegények ezüstje (dokumentumfilm, 2008)
- Lánchídi csata (dokumentumfilm, 2008)
- Történelem, tíz körömre (etüd, 2009, Kurucz Sándorral)
- Bundicsfilm (dokumentumfilm, 2006 - 2011)
- Csonka vágányon (dokumentumfilm, 2010 - 2014)
- Öt gyereket ajándékba (dokumentumfilm, 2015)
- Variációk egy 56-os témára (dokumentumfilm, 2016 - 2017)
- Cipszer örökösök (dokumentumfilm, 2021)
- Mánták (dokumentumfilm, 2008 - 2022)

### Producerként
- Ők akik. A Cinema 64 stúdió. (dokumentumfilm, 2006-2007, társproducer)
- Szegények ezüstje (dokumentumfilm, 2008, társproducer)
- Bundicsfilm (dokumentumfilm, 2009-2011)

### Íróként
- Az én 56-om (szubjektív dokumentumfilm, 1996)
- Ők, akik. A Cinema 64 stúdió (dokumentumfilm, 2006-2007)
- Csonka vágányon (dokumentumfilm, 2010 - 2014)

### Forgatókönyvíróként
- A Regnum (dokumentumfilm, 1991-92)
- A szovjet birodalom tündöklése és bukása (ismeretterjesztő sorozat, 1993, 14. rész)
- A magyar amatőrfilm történetéből (ismeretterjesztő sorozat, 1994, 17. rész)
- Megbocsájtva, de nem feledve. A tiszalöki munkatábor története (dokumentumfilm, 1994)
- Budapesti bevetés (dokumentumfilm, 1998-99)
- Kerti ünnep (képzőművészeti film, 2000-2002)
- A Bálvány (dokumentumfilm, 2002)
- A Képíró. Aba-Novák Vilmos (képzőművészeti film, 2003)
- Atyák mestere. Tanítványok Aba-Novákról (dokumentumfilm, 2003-2004)
- Giovanni Hajnal. Római találkozás Hajnal Jánossal (riportfilm, 2003-2004)
- Szabad Ózd (dokumentumfilm, 2004)
- Archibald és társai (dokumentumfilm, 2004-2005)
- Filmvázlat Zsögödi Nagy Imre képeihez (etüd, 2007)
- Imre bácsi (dokumentumfilm, 2006-2008)
- A zsögödi gazda (dokumentumfilm, 2007-2008)
- Szegények ezüstje (dokumentumfilm, 2008)
- Lánchídi csata (dokumentumfilm, 2008)
- Bundicsfilm (dokumentumfilm, 2006 - 2011)
- Csonka vágányon (dokumentumfilm, 2010 - 2014)
- Öt gyereket ajándékba (dokumentumfilm, 2015)
- Variációk egy 56-os témára (dokumentumfilm, 2016 - 2017)
- Cipszer örökösök (dokumentumfilm, 2021)
- Mánták (dokumentumfilm, 2008 - 2022)

### Szereplőként
- Álmodozások kora (1964, Szabó István)
- Szerelmesfilm (1971, Szabó István)
- Az én 56-om (1996)
- Ők, akik. A Cinema 64 stúdió (dokumentumfilm, 2006-2007)
- Bundicsfilm (dokumentumfilm, 2006 - 2011)
- Idézés (2009, Gulyás Gyula)

## Írásai

### Önálló kiadványok
- A rögbisport szabályai. (Bp. Építők SC, ÉTK Ny. 1971, 42 p.)
- Terény és a Belső-Cserhát vidéke. Vázlatos útikalauz. (Terényért Közalapítvány, 1998, 32 p.)
- Trianoni árvák (Noran Libro 2018)
- A leggörbébb utca. Az óbudai Lajos utca története. (Fekete Sas, 2023.)

### Tanulmányok
- Munkásszállások közművelődési tevékenységéről (Szakszervezeti Szemle, 1976/3.)
- Építő és famunkás szervezetek könyvtárai a századfordulón (Könyvtáros, 1977/3.)
- Szociofilm, avagy a filmkészítés új útjai (Új Forrás, 1980/1.)
- Beszélgetések a dokumentumfilmről. Gulyás Gyula és Gulyás János (In: Beszélgetések a dokumentumfilmről. 177-193 p. Népművelési Propaganda Iroda, Bp. 1981)
- Amatőrfilmezés Magyarországon (Audiovizuális Közlemények, 1983/6.)
- Az amatőrfilm mozgalom története Magyarországon (1945-1982) (Pergő Képek XXIX/5.)
- "Térítse meg a Magyar Kincstár..." Soproni menekültek 1920-as kártérítési igénye. (Múltunk 2012/4.)
- "Az a kedvencem, amivel megbíznak." Római beszélgetés Hajnal Jánossal. (Sümegi Györggyel, Kortárs 2013/12.)
- "6 ló vagy 30 ember." Vagonlakók és vagonlakások. ("Valami fáj ami nincs", Veritas könyvek 18. 2020)

## Külső hivatkozások
- Dékány István a Cinama 64 Stúdió honlapján
- Dékány István a PORT.hu oldalán
- Magyar filmlexikon I. kötet:192-193  2005